# Estação Hebraica-Rebouças
A Estação Hebraica–Rebouças é uma estação ferroviária pertencente à Linha 9–Esmeralda, operada pela ViaMobilidade. Está localizada no distrito de Pinheiros, na cidade brasileira de São Paulo. A estação localiza-se nas proximidades do Shopping Eldorado e do clube A Hebraica de São Paulo.

## História
A estação foi construída pela CPTM e inaugurada em 14 de junho de 2000.
Em 20 de abril de 2021, foi concedida para o consórcio ViaMobilidade, composto pelas empresas CCR (atual Motiva) e RUASinvest, com a concessão para operar a linha por trinta anos. O contrato de concessão foi assinado e a transferência da linha foi realizada em 27 de janeiro de 2022.

## Tabela
| Sigla | Estação           | Inauguração         | Integração               | Plataforma | Posição    | Notas                        |
| ----- | ----------------- | ------------------- | ------------------------ | ---------- | ---------- | ---------------------------- |
| HBR   | Hebraica–Rebouças | 14 de junho de 2000 | Bilhete Único da SPTrans | Central    | Superfície | Estação construída pela CPTM |